# Chantiers Aéro-Maritimes de la Seine
Chantiers Aéro-Maritimes de la Seine (zkratkou CAMS) byl francouzský letecký výrobce založený v roce 1920 Laurentem-Dominique Santonim. Specializoval se na výrobu hydroplánů (resp. létajících člunů).

## Historie
Historie firmy se datuje k roku 1916, kdy se Laurent-Dominique Santoni stal oficiálním francouzským importérem létajících člunů italského výrobce Società Idrovolanti Alta Italia (SIAI). Santoni založil v roce 1920 ve městě Saint-Ouen společnost s názvem Chantiers Aéro-Maritimes de la Seine, která nejprve vyráběla licenčně létající čluny SIAI S.9, SIAI S.13 a SIAI S.16. V roce 1921 se stal italský letecký konstruktér Raffaele Conflenti (působil v SIAI) technickým ředitelem CAMS a pod jeho vedením začala společnost vyrábět vlastní stroje. Prvním z nich byl typ CAMS-30E. Šlo o dvoumístný jednomotorový létající člun – dvouplošník. Následoval vývoj a výroba dalších typů.
V roce 1924 byl postaven závod v Sartrouville, městě výhodnému díky protékající řece Seině. Další montážní závod byl ve městě Berre-l'Étang. Na počátku 30. let 20. století se společnost dostala do finančních těžkostí a v roce 1933 ji odkoupila firma Potez. Firma CAMS pokračovala ve vývoji a výrobě letadel pod názvem Potez-CAMS. V roce 1936 po znárodnění leteckého průmyslu novou levicovou vládou se závod v Sartrouville stal součástí společnosti SNCAN (Société nationale de constructions aéronautiques du Nord) a závod v Berre-l'Étang součástí společnosti SNCASE (Société Nationale de Constructions Aéronautiques du Sud-Est).

## Přehled letadel

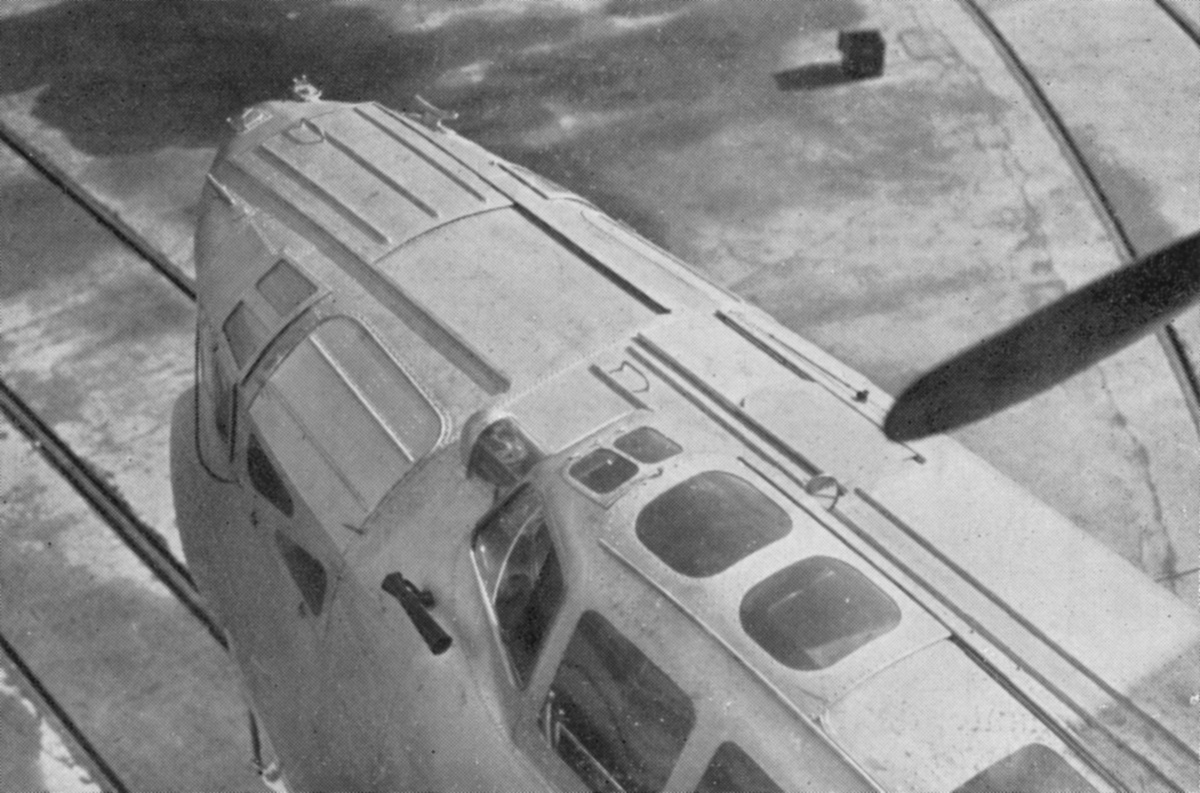
Přední část letadla CAMS 110

- CAMS 30E (1922)
- CAMS 30T (1924)
- CAMS 31 (1922)
- CAMS 33B (1923)
- CAMS 36
- CAMS 33T (1923)
- CAMS 37 (1926)
- CAMS 38
- CAMS 46E (1926)
- CAMS 46ET (1926)
- CAMS 50
- CAMS 51 (1926)
- CAMS 52
- CAMS 53 (1928)
- CAMS 54
- CAMS 55 (1928)
- CAMS 58
- CAMS 80
- CAMS 90
- CAMS 110 (1934)
- CAMS 120
- Potez-CAMS 141
- Potez-CAMS 160